# ぞくぞくヒーローズ
『ぞくぞくヒーローズ』は、2000年8月4日に日本のメディアファクトリーから発売されたゲームボーイカラー用ロールプレイングゲーム。
主人公の風一平およびミナを操作し、宇宙の平和を乱す「ギャラクタス」を倒すためにブライトパワーを集める事を目的としている。同梱された「フルチェンジャー」という武器を使用して文字を描く事でゲームを進行させる事が特徴。
開発はカゼ・ネットが行い、原作とシナリオは漫画『DRAGON QUEST -ダイの大冒険-』（1989年 - 1996年）の原作者である脚本家の三条陸、キャラクター・デザインは漫画『学級王ヤマザキ』（1995年 - 2001年）の原作者である漫画家の樫本学ヴ、ディレクターはファミリーコンピュータ用ソフト『暴れん坊天狗』（1990年）を手掛けた中潟憲雄、音楽はファミリーコンピュータ用ソフト『探偵 神宮寺三郎 時の過ぎゆくままに…』（1990年）を手掛けた高濱祐輔が担当している。

## ゲーム内容
ソフトに同梱されている「フルチェンジャー」というメカを3方向に振って「宇宙文字」を描き、ヒーローに変身して怪人と戦う。変身できるヒーローはブライトパワーと呼ばれる力を集めることで増えていく。ゲーム中に登場する宇宙文字は日本語の五十音と濁音・半濁音に対応した全70種類。ヒーロー名の頭文字となっている（例：「あ」のブライトパワー→アルカリパワード）フルチェンジャーからの入力はゲームボーイカラーの赤外線端子を通じて受信されるため、ゲームボーイアドバンスやそれに準じる端末ではオープニングイベントを進めることすらできない。
なお販売当時は通常のカラーリングの他に店舗限定色が存在し、ゴールドタイプがハローマックにガンメタルタイプがジャスコでそれぞれ売られていた。商品の色の確認は、パッケージの窓から確認することができる。
主人公はブライトパワーを扱うための「ブライトスーツ」を装着してブライトボーイ（またはブライトガール）となってから、戦闘時に各種ヒーローに変身する。スーツを身に付けていない状態では戦闘員や怪人が襲ってくることはない。スーツは自由に装着・解除できるが、危険な場所（敵のアジトなど）では強制的にスーツを装着し、逆に自宅では正体をバラさないように強制的に解除する。
HPが残り少ない時に別のヒーローに変身するとHPが回復する。そのため、戦闘はさまざまなヒーローに変身しながら行うことになる。ただし、同じ敵との戦闘中に一度変身したヒーローには再度変身することはできないので、多くのブライトパワーを持っているほど戦闘が楽になる。ちなみに、入力した宇宙文字の受信に失敗すると1ターン休みとなる（入力しない限りは何度でもフルチェンジャーを振り直せる）。
各ヒーローや敵は6種類の属性を持っている。属性には六つ巴の相性（エレキ→バイオ→リキッド→メタル→フレア→スピード→エレキ→…）があり、得意な属性に対しては与えるダメージが2倍、受けるダメージが半分になる。苦手な属性に対してはその逆。また、ストーリー後半には2つの属性を合わせ持つ怪人が登場するが、画面上には「マルチ」としか表示されず、外見やダメージから判断するしかない。
セーブは町中に設置されている「ブライトボックス」で行う。カモフラージュのために地球の電話ボックスと同じ形をしている（町には本物の電話ボックスも多いが、ブライトボックスは金色で、電話ボックスは灰色で表示される）。

## 設定

### 用語
ブライトパワー
宇宙に広がる様々なヒーローに変身できるパワー。強大な力を持つため、宿った物が弱いと暴走してしまう。
スペクターが所持していた数は70種類にも及ぶが、「しょ」や「ぎゃ」という種類も存在するため宇宙には未知の種類も存在する。
ギャランパワー
生まれて間もないギャラクタスが宇宙に漂っていた「ぎゃ」のブライトパワーを取り込み、長い年月をかけて変化した悪のパワー。浴びたものを悪の怪人に変身させることができる。元々はどのようなヒーローに変身できるブライトパワーなのかは明らかにされていない。

### 属性
エレキ
主に電化製品のヒーローがこの属性になる。
バイオ
主に生物のヒーローがこの属性になる。
リキッド
主に水や液体に関係する物のヒーローがこの属性になる。
メタル
主に金属製品のヒーローがこの属性になる。
フレア
主に火を使うものや熱を発する器具のヒーローがこの属性になる。
スピード
主に高速で動くもの、または上記5属性のいずれでもない物のヒーローはこの属性になる。

### ヒーロー
（）内は「宇宙文字」の元となるアイテム（エレメント6を除くヒーロー名の頭一文字と一致している。当初小学館では「?（不明）」となっていたものもあった）。ヒーロー名の後に「♂/♀」とあるものはプレイヤーキャラクターが一平（男の子）かミナ（女の子）かで外見が違うもの。五十音順。「パ」以降はエレメント6の戦士となる。
- アルカリパワード（アルカリ電池） - エレキ属性。アルカリ電池の頭部にワニ口コードの両腕を持つ。
- インウォーター（池の水） - リキッド属性。水が人型になったような姿をしており、頭に葉っぱが乗っている。
- ウルトランナー（運動靴） - スピード属性。運動靴に手足が生えた姿で、足が速い。
- エアロパワー（エアコン） - フレア属性。エアコンに手足が生えた姿をしており、片腕のプロペラで熱風を発する。
- オチャッパー（お茶） - リキッド属性。お茶の缶に手足が生えた姿。
- カイザーエッジ（カッターナイフ） - メタル属性。頭部と両腕がカッターナイフになっている。
- キングバッター ♂/♀（金属バット） - メタル属性。野球選手の姿をしている。
- クラッシッカー（車のおもちゃ） - メタル属性。
- ケイタイガー（携帯電話） - エレキ属性。スーツを着たトラの姿をしている。
- コップエース（コップ） - リキッド属性。グラスとマグカップに両腕（ストロー）が生えた姿。
- サカナード（魚） - バイオ属性。魚に手足が生えた姿で、槍のような物を片手に持っている。
- シンデルター（シャープペンシル） - スピード属性。頭部がシャープペンシルの先端になっており、この頭部から芯をミサイル状に発射して攻撃する。
- スケボーライダー（スケボー） - スピード属性。
- セロリスター ♂/♀（セロリ） - バイオ属性。見た目は小動物だが、実はセロリ。
- ソウジキラー（掃除機） - エレキ属性。掃除機に手足が生えている。
- タコヤキッド（たこ焼き） - バイオ属性。大きなたこ焼きのような頭部を持ち、関西弁を喋る。
- チンコーマン（チンパンジー） - バイオ属性。学級王ヤマザキに登場するイケタニに似ているが、足にはシンバルを履いている。
- ツカイステイター（使い捨てカイロ） - フレア属性。使い捨てカイロに手足が生えた姿で、最も小さく弱い。自爆する技しか使えない。
- テッパンガー（鉄板） - メタル属性。頭部と両腕がフライ返しになっており、この先端の刃で敵を切り裂く。
- トンガラリン（唐辛子） - フレア属性。モチーフは唐辛子だが、ドラゴンの姿をしている。
- ナガシマン（流し台） - リキッド属性。頭部が流し台になっていて、野球のユニフォームを着た姿。
- ニンジャーノン♂/♀（忍者の服） - スピード属性。忍者の姿。男女で「蘇りの術」（HP0時に復活する）と、「お色気の術」（ステータスアップ）の異なった技がある。
- ぬいぬいちゃん（ぬいぐるみ）　- バイオ属性。ぬいぐるみの背中から猛獣のような体がでた姿をしている。
- ネジレイザー（ねじ回し） - メタル属性。両腕のドライバーで敵を分解する。
- ノーベルブレイン（ノートブックPC） - エレキ属性。頭部が透けて中の基盤が見えている。
- ハードハンマー（ハンマー） - メタル属性。右腕にハンマーを、左腕に五寸釘を持った姿をしている。動きは遅いがパワーは強力。
- ヒートマン（火打ち石） - フレア属性。炎が人型になったような姿をしている。
- フレイムグルメ（フライパン） - メタル属性。頭部が燃えたフライパン。多くがフレア属性である食べ物系怪人に対して強い。胸にはキスマークがある。
- ヘラクレスアーミー（兵隊人形） - スピード属性。ほふく前進をしてくる。
- ホットカード（ホットカーペット） - フレア属性。絨毯のような腕に、鳥のような頭部を持つ。
- マッスルさん（マトン） - バイオ属性。そのマッチョな姿は銀河一気持ち悪いと言われる。
- ミストウォーター（ミネラルウォーター） - リキッド属性。インウォーターに似ているが、目が大きく、霧に覆われているところが異なる。
- ムシムシマン（虫 - バイオ属性。巨大な昆虫の姿をしている。
- メガーテン（目薬）- リキッド属性。目薬のビンに手足が生えた姿で、頭部には水泳帽とゴーグルを着けている。
- モビルロボX（模型）- スピード属性。プラ枠のついたロボットの模型の姿。全ヒーロー中最も弱いが、レベルアップ時の基礎能力上昇ボーナスが高い。
- ヤキバード（焼き鳥）- フレア属性。鳥人のような姿。
- ユートロン ♂/♀（湯沸かし器） - リキッド属性。♂は顔はライオンで、口からお湯が流れ出ている。♀は両肩から水道の蛇口のようなものが伸びている人型。
- ヨーヨーマスク（ヨーヨー）- スピード属性。ミイラ男の包帯のように全身が糸でぐるぐる巻きになっている。
- ラジアルロード（ラジコン）- エレキ属性。ラジコンの車の姿。
- リモコンマン（リモコン） - エレキ属性。リモコンに手足が生えた姿をしており、目からレーザーを発射する。
- ルビーフック（ルアー）- リキッド属性。
- レトロサウンダー（レコード） - エレキ属性。
- ロケットやろう ♂/♀（ロケット花火） - フレア属性。顔が爆弾になっており、ロケット花火を操る。
- ワイルドソード（脇差） - メタル属性。侍のような姿をしているが、頭部が刀になっている。
- ガッツラゴー（ガソリン） - フレア属性。ガソリン缶を背負っている。
- ギーニウン（牛乳）　- リキッド属性。牛乳パックに手足が生えた姿。
- グレートファイヤー（グレートロボ） - フレア属性。炎に包まれたロボットの姿。
- ゲーマルク（ゲーム機） - エレキ属性。全身がゲーム機のコントローラーや照準画面で覆われている。
- ゴウリキラー（ゴリラ） - バイオ属性。
- ザ・クライマー（ザイル）- スピード属性。
- Gシャーク（磁石） - エレキ属性。鉄を吸い寄せる磁石がモチーフのため、メタル属性に強い。
- ズームレーザー（ズームレンズ）- メタル属性。
- ゼンマイン（ぜんまい） - メタル属性。全身から善のパワーを放ち、怪人を元の人間に戻す「ゼンフラッシュ」という技を持つ。
- ゾウシャワー（ゾウのじょうろ） - リキッド属性。ゾウのような頭とじょうろのような鼻を持つ。
- ダイヤモール（ダイヤモンド）- スピード属性。
- ヂグロニャン（ヂグロ星のネコ） - スピード属性。ヂグロ星からやって来た猫のヒーロー。
- ヅィザーワン（ヅィザー星のイヌ） - フレア属性。ヅィザー星からやって来た犬のヒーロー。
- デンジャレッド（電車） - エレキ属性。パンタグラフや踏切の警報機の意匠を持ち、両腕が電車の車体。
- ドハツテン（ドライヤー） - フレア属性。常にドライヤー型の頭から湯気が出ている。
- バルバルーン（バルーン）- スピード属性。
- ビデオージャ（ビデオデッキ） - エレキ属性。時間を早送りしたり、巻き戻したりできる。
- ブーブーウー（ブタ）- バイオ属性。
- ベルトジャイン（ベーゴマ）- メタル属性。
- ボートロン（ボート）- リキッド属性。
- パーフェクトサン（エレメント6（太陽）） - フレア属性の頂点に立つヒーロー。
- ピンスポーン（エレメント6（水帝）） - リキッド属性の頂点に立つヒーロー。
- プレスアーム（エレメント6（剛腕）） - メタル属性の頂点に立つヒーロー。
- ペガサスボーイ（エレメント6（天馬）） - スピード属性の頂点に立つヒーロー。
- ポップサンダー ♂/♀（エレメント6（雷神）） - エレキ属性の頂点に立つヒーロー。必殺技は「コズミックボルト」。エレメント6の中で唯一、性別によって姿が異なる。
- ンジャメナス（エレメント6（超花）） - バイオ属性の頂点に立つヒーロー。

## 登場キャラクター
最初の選択によって主人公は「一平」か「ミナ」を選べる（ミナを選ぶと一平のママとじいちゃんは、ミナのママとじいちゃんになる。）。

### ブライトヒーロー陣営
風 一平（イッペイ）/ ブライトボーイ
本作の男性主人公。いつも何かを夢中になって集める好奇心旺盛な小学生。コミカライズ版では情熱的な性格だが、どこか空周りしている。
ミナ / ブライトガール
本作の女性主人公。一平の幼馴染。一平同様、いろんな物をコレクションするクセがある小学生。コミカライズ版は、樫本学ヴ編では一平とはデートをするほどの仲だが、まつやまいぐさ版では一平がコレクションしているのを後からはまりながらも一平より要領よく後にブライトボーイの正体が一平と知り、後に予備のブライトヒーロー変身アイテムでブライトガールに変身できるようになり、フルチェンジャーは1つしかないものの、一平のサポートをする。小学3、4年生の内で2話しか変身しなかったが、変身したヒーローは「ゴウリキラー」がお気に入りだった。
スペクター
宇宙からやってきたエリート戦士。
ヒーロー連合の命によりギャラクタスを追いかけ、太陽系に移行したがギャラクタスとの相打ちの際、持っていた70種類のブライトパワーを失い、地球に落下してじいちゃんの家で寝込んでいる。
「デース」「マース」など、カタコトで話す。じいちゃん曰く、「サーファーのガイジンさん」のような口調。コミカライズ樫本版では、ダジャレの俳句を合計３つ作っていた。まつやま版では、頼りないところもあるが、一平にフルチェンジャーで入力がうまく入力出来ても変身出来る確率は5分の1と、ヒーローになるための注意点を説明した。
じいちゃん
一平（ミナ）の祖父。
自分の息子（＝一平（ミナ）の父親）が宇宙人にさらわれたものだと思いこんでいるため、宇宙の研究を長年続けている。
ブライトスーツを装着するためのゲームボーイソフトと、ヒーローに変身するためのフルチェンジャーを開発した。
また、スペクターに電撃を浴びせ続ける実験だけでブライトパワー鑑定機を造り出したり、月にブライトパワーがあると判明するやいなや天体望遠鏡を宇宙ロケットに改造したりするなどその技術は相当なもの。まつやま版では、ミナにブライトボーイの正体が幼馴染であることから普通に一平だと教えた。
鑑定マシーン
じいちゃんの研究所で開発されたマシンで、物にやどったブライトパワーを取り出してくれる。江戸っ子な口調で喋る。コミカライズまつやま版では喋らず、じいちゃんを模した着物人形で、○か×を教えた。
ビス
スペクターの所有する宇宙船「グレイテストスペクター号」のガイドロボ。
「～っスか？」などといった口調で話す。スペクターをぞんざいに扱っている所があるが一応宇宙内では常識人。
マニアじじい
いつの日か宇宙人とコンタクトを取ることを夢見て、宇宙の研究を続けている研究者。自宅にやってくる宇宙人をもてなすため地下に温泉を作ったが、今のところ地元の年寄りしか利用していない。
また、宇宙研究者として同業者であるじいちゃんをライバル視しており、主人公のことをスパイだと言って追い返すこともあるが、じいちゃんも彼のことは嫌っていて、「まだ生きてたのか」「アホが移る」と語っていた。最終決着で町がピンチになるとじいちゃんと協力してギャラクタスの居場所を探知するための「ギャランセンサー」を作り出す。
月の少年
一平が月で出会ったブライトヒーローの少年。外見は少し一平に似ているが、中級者のヒーローが着られる青色のブライトスーツ「スタンダードスーツ」を着ている。一平とは月の火打ち石に宿った「ひ」のブライトパワーを賭けて戦うことになる。公式攻略本にはアルカリパワードと同じステータスを持つと記載されているが、実際には無属性であり、必殺技も使用しない。
惑星ZOKで出会った時には、宇宙の子供達に人気のアイテム「ブライトシール」をコレクションしている。
謎のヒーロー
惑星ZOKで会うことが出来る謎のヒーロー。熟練のヒーローだけが着ることのできる黒いブライトスーツ「マスタースーツ」を着用している。地球上に散らばらなかった「しょ」のブライトパワーを所有しており、ブライトヒーロー「ショットガンナー」に変身して戦う。裏ボスのような存在（クリア前でも戦うことはできるが）であり、彼に勝利すると「ん」のブライトパワーを手に入れるヒントとして宇宙文字を教えてもらえる。
その正体は一平の父親。「宇宙人にさらわれ」てからヒーローになるまでの経緯は明らかにされていない。

### ギャラクタス陣営
ギャラクタス
悪の親玉。鉄球のような本体に左腕・右腕・脚部・頭部のパーツがそれぞれ装着された姿をしている。
その正体は謎に包まれているが、メディアファクトリー公式攻略本には「宇宙に存在していた悪の意識体が、ブライトヒーローに倒されそうになったので、宇宙のスクラップを利用して体を作り上げた」と記載されている。
しかし、一人称が「ボクちん」であったり、借金取りの宇宙ギャングに追われたりするなどマヌケな一面も多い。
地球付近でスペクターと戦い、相打ちとなってスペクター共々地球に落下した際に体のパーツがそれぞれ本体から外れてバラバラになってしまい、身動きが取れなくなる。が、運良くそれらのパーツが悪の心を持った子供達に拾われたため、その子供達をギャラクタス四天王として配下につけ地球侵略活動を開始する。アジトは、学校の秘密の入り口。
また、最終決戦前では鉄球の体のままでも身動きが取れるように転がって移動する「ゴロゴロウォーク」を修得していた。
戦闘員
これといって特徴のない普通の人間がギャランパワーを浴びせられた姿。「ススーッ！」と叫ぶ。町内をうろついている。強化戦闘員も存在していたがボツとなった。
怪人
各職業のプロと呼ばれる町の人がギャランパワーを浴びせられた姿。ヒーローに変身した限りランダムエンカウント。
宇宙ギャング
ギャラクタスが金で雇った宇宙のギャングロボット。突如世界中に出現したUFO群は全て彼らからの借り物である。ギャングの一体はギャラクタスとは縁があったようだが、金の払えないことを知るや否やスクラップにしようとしたが、エースに破壊される。その後、量産型の宇宙ギャングがギャラクタスへの借金の取り立てのために巨大隕石とともに地球に現れた。ギャングと名乗っているものの実は単純なプログラムに従って行動しているだけで、仲間同士で抗争しては勝手に壊れていくような面もあるらしい。しかし、本編ではそんなことはなくお互い接触はしない。
ギャングスター（男/女）
宇宙ギャング達の残骸をギャラエース（またはギャラクイーン）が回収し、その天才的な頭脳をもってして1体のロボットへと組み立てたもの。エースが作ると男、クイーンが作ると女の姿をしており、それぞれパラメータがわずかに異なる。また全てのギャラクタス怪人に変身できる能力を持つ。命令に忠実で、一度主人公を倒せと命令されれば破壊されるまで追い続けるようプログラムされている。主人公のレベルが一定数を満たす毎にテーマ曲と共に主人公の前に立ち塞がるが、ある条件を満たすと海岸で決闘することができる。最後には虚しくも残骸となり、調べると「ぺ」のブライトパワーが見つかる。まつやま版コミカライズでは、一平の前に現れ「銀河の星屑」と名乗ったが一平は「星屑だかごみ屑だかなんだか知らないが」となめてかかったのもつかのま一瞬で倒され、ブライトボーイを海に投げ出した。その後最終決着はミナが町の怪人を倒すため、フルチェンジャーなしで生身でギャングスターに挑んだ。

#### ギャラクタス四天王
一平とミナのクラスメイトである4人が散らばったギャラクタスのパーツを拾い、ギャラクタスの悪の磁力によって手先と化した姿。怪人や戦闘員を生み出す「ギャランパワー」を操る。主人公を倒し、ブライトパワーを奪おうと目論んでいる。
なお、下記は主人公が一平の場合である。ミナの場合はクイーンとエースの立場が全く逆となる。
最終決戦直前には皆が良心を取り戻し、ブライトスーツを身に付けて（ヒーロー名はギャラ○○→ブライト○○）一平、ミナの2人と共にギャラクタスに立ち向かう。
ギャラジャック（ジンクロウ）
ギャラクタス左腕パーツの持ち主。属性はスピードとリキッド。ペットとしてヘビを飼っているためか、鞭状の左腕パーツを容易に使いこなしている。デザイナー志望。海底アジトでフィギュアをコレクションしている。対決後にフィギュアから「ぴ」のブライトパワーが見つかる。
ギャラキング（金太）
ギャラクタス右腕パーツの持ち主。属性はバイオとメタル。普段からジャック（ジンクロウ）とは親しい。話し方はモゴモゴとして聞き取りづらく、「モア！モア！」と聞こえる（口癖でもある）。力持ちで一見乱暴者だが、一平と対等な勝負を望むなど、ギャランパワーに侵されてなお敵味方問わない思いやりを持ち合わせる。
家はかなりの大金持ちだが、本人が妬まれることはほとんどない。母親は生け花教室を開いており、怪人「ギャラバナス」の正体でもある。対決後に倉庫奥から「ぷ」のブライトパワーが見つかる。
ギャラクイーン（育江）
ギャラクタス脚パーツの持ち主。属性はフレアとエレキ。パーツのせいで脚が太いと思われることを気にしている。ブライトボーイにラブレターを送って正体を暴き出す作戦の途中、実は一平に思いを寄せているのは本当なのだと告白するも、エースとギャングスターの乱入によりギャラクイーンとしての役割を余儀なくされる。だが、思いを諦めきれず、変身できなくなった一平がエースによって倒されそうになるのを身代わりとなって阻止した。まつやま版コミカライズでは冷たい態度ながらも「クラスのマドンナ」と一平が興奮していた。
ギャラエース（エイジ）
ギャラクタス頭パーツの持ち主。属性はフレアとリキッド。もともと優秀な頭脳がパーツによりさらに強化されている。ギャングスターを作り上げて巧妙な作戦のもとに一平を苦しめるも、あとわずかの所でクイーンによって阻止される。今回の一件により、力や成績よりも友達の方が大事だと思い知った。対決後に一平に「ぱ」のブライトパワーを授ける。

#### 怪人化した人々
ママ
一平（ミナ）の母親。典型的な天然タイプであり、町に怪人が現れても全く慌てる様子がない。
怪人「ギャラキレイ」はママがギャランパワーを浴びせられた姿である。
嵐山先生
一平とミナの担任教師。「ギャラジャージ」は先生がギャランパワーを浴びた姿。まつやまコミカライズ版では、宿題を忘れると容赦なく「嵐山バックブリーカー」を繰り出す。
リョウタロウ
一平とミナのクラスメイト。ギャランパワーで「ギャラショット」になる。ボロキレの値段の高さに嘆いていた。
一平とミナのクラスメイト（名称不明）
郊外にある「伝説の樹」に虫がいることを教えてくれる。「ギャラドロンコ」の正体。
オババ
終盤にワンシーンのみ登場するタバコ屋のお婆さん。「ギャラモーク」の正体。
木村
ゲームではキャラクター名不明で、名前はまつやまコミカライズ版から。
デパートで電気屋を担当している美しい顔立ちの女性。「ギャラワット」の正体。
医者
ギャラジャックにより「ギャラチューシャ」に変身させられた。ブライトボーイが初めて戦う敵。序盤では報酬として高値の500円を貰う。怪人の叫び声は「ギャラー」だが、樫本コミカライズ版では「チュチュー！」だった。その後は病院の暴走エアコンに苦しんでいた。
源さん
大きな包丁を背に持つ魚屋の主人。源さん以外にも魚屋はある。「ギャライケス」の正体である、序盤の章のみ、何度か怪人にされていたが、中盤以降は変身されていないにも関わらず、終盤では「もう変身したくないぜ」と語っていた。

### 被害者
ノブオ
序盤にギャラクタス怪人により怪我を負う最初の被害者。病院の暴走エアコンでは、一番奥の病室にいたためか影響は少なかった。しかしその後治療が遅れたことが原因で怪我がひどくなってしまう。

## 開発
シナリオはメディアファクトリーとカゼ・ネットから十八VAN PLANNINGに発注された。当初関わっていたメンバーの作業中に少し難航したため、同社の所属である三条陸がヘルプとして呼ばれたが、気がつくと三条が全てやっていたという。三条は以前から『ライゼリート エフェメラルファンタジア』も担当していたため、途中から本作と掛け持ちとなった。
ゲーム会社からの依頼は、ゲームボーイカラーの赤外線受光部に動きの信号の送信が可能な端末が完成したため、それを使用して中空に文字のようなものを描き、それをゲームにできないかというものだった。動作は8方向にできることから、50音ならギリギリできるだろうと考えられた。そして50音のものが選考され、身の回りのものの頭文字にすることになった。最終的に50音の頭文字で50種類のヒーローになれたら面白いということになり、端末が変身アイテムになった。
好評のため続編の用意もされていたが、次のハードであるゲームボーイアドバンスに赤外線受光部がないことが判明したためシリーズ化は不可能となった。

## スタッフ
- 原作、シナリオ：三条陸
- キャラクター・デザイン：樫本学ヴ
- ゲーム・デザイン：とこよだようじ
- プログラム：むらおしんいち、むらかみひろはる
- グラフィック・デザイン：とさかタカオ
- グラフィック：よしむらきよと
- サウンド：ターゲットラボラトリー、高濱祐輔、八鍬斉、堀江睦男、金光健司
- エグゼクティブ・ディレクター：河副純一郎
- ディレクター：中潟憲雄
- 宇宙文字設計：わたなべともひろ
- プロジェクト・マネージャー：武重康平、河原世以子、ぬまくらわかこ
- フルチェンジャー開発：西沢健治（マリーガル）、ありたたかし (FT)
- 企画：やまのべこういち
- プロデューサー：平林久和
- エグゼクティブ・プロデューサー：香山哲

## 評価
ゲーム誌『ファミ通』の「クロスレビュー」では合計26点（満40点）となっている。

## 漫画
いずれも未単行本化。
『月刊コロコロコミック』連載版
作者はキャラデザイン担当の樫本学ヴ。『月刊コロコロコミック』2000年6月号 - 12月号にかけて連載された。
『小学三年生』『小学四年生』連載版
作者はまつやまいぐさ。全話の原作を三条陸が担当した。『小学三年生』『小学四年生』2000年4月号 - 2001年3月号にかけて連載された。